# Роман Манн
Роман Вільгельм Манн (пол. Roman Wilhelm Mann; 19 жовтня 1911, Львів, Австро-Угорщина — 11 березня 1960, Закопане, Польща) — польський сценограф, архітектор, художник і викладач вищої школи.

## Життєпис
Роман Манн народився 1911 року у Львові (тоді — частина Австро-Угорщини), у польськомовній родині Вільгельма та Емілії Манн (уродженої Квест). Його братами були художник і графік Казимир Манн та біохімік Тадеуш Манн, а дядьком — оперний співак Юзеф Манн.
З 1930 по 1935 рік навчався на факультеті архітектури у Львівській політехніці. Під час навчання створював сценографії для виставок. У 1938 році завершив свою освіту, вивчаючи внутрішню архітектуру та сценографію у Віденській школі прикладного мистецтва. Того ж року спроєктував курортний готель у Криниці разом з інтер'єром.
У 1939–1944 роках викладав у Львівській школі прикладного мистецтва, а в 1945–1946 роках був директором відділення ковальського мистецтва у Державній школі деревного мистецтва в Закопане.

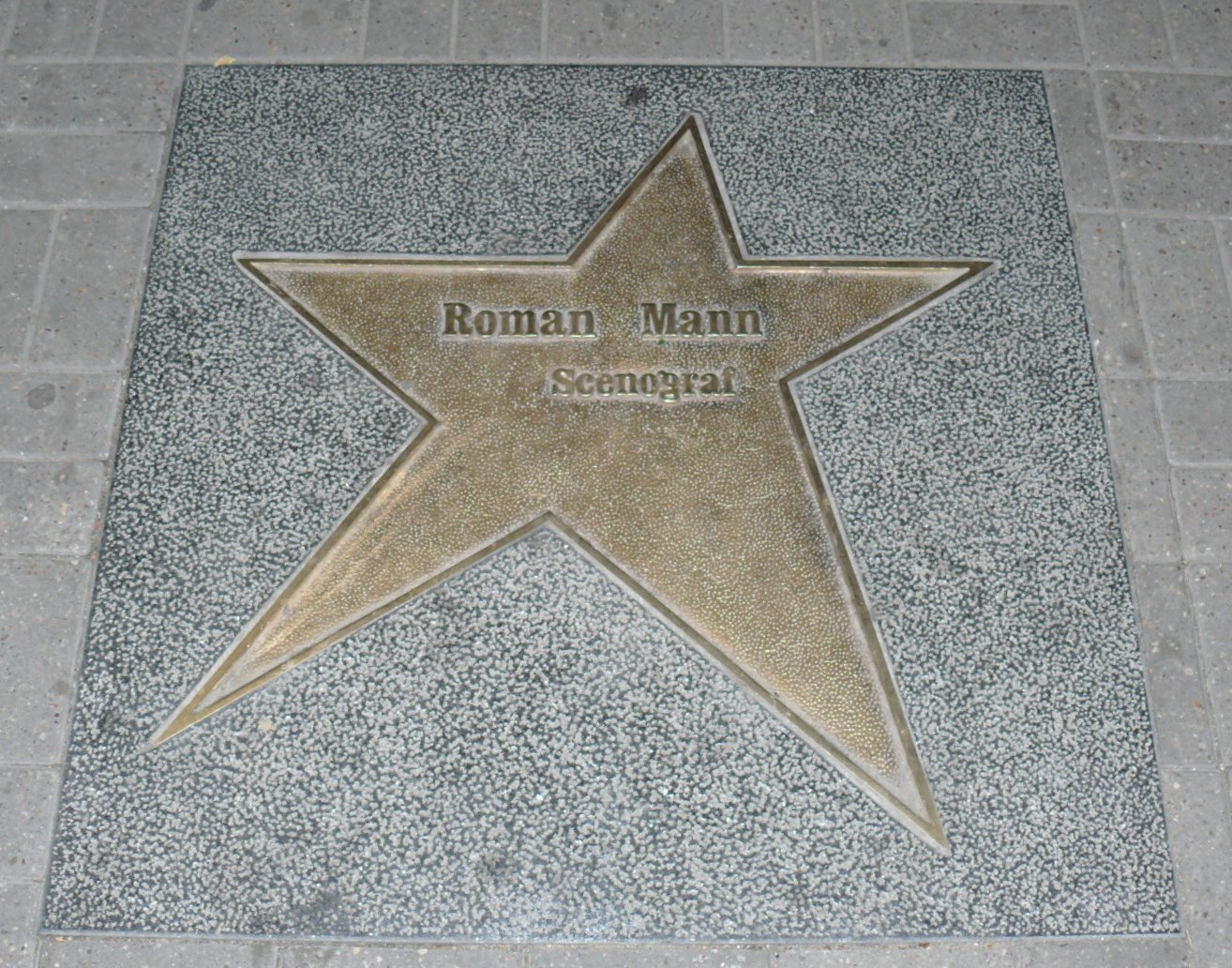
Зірка Романа Манна на Алеї зірок у Лодзі

У 1946–1948 роках працював архітектором у будівельному бюро в Катовіце. У 1946 році створив проєкт театру у Сосновці. Надалі займався архітектурно-реставраційними роботами для дієцезії Лодзі, зокрема розробив проєкт церкви в Згежі та фасад для Лодзької філармонії (не реалізований), а також інтер’єр Зали «Малінова» в готелі «Гранд» у Лодзі.
У 1947–1960 роках працював сценографом у кінокомпанії «Film Polski», згодом — у Лодзькій кіностудії. З 1951 по 1956 рік був професором та завідувачем кафедри внутрішньої архітектури і проєктного планування, а також кафедри меморіальної архітектури в Академії образотворчих мистецтв у Лодзі. У 1953–1955 роках обіймав посаду декана цього факультету.
Роман Манн помер у 1960 році в Закопане. Його дружиною була Лідвіна (уроджена Мюллер), художниця по костюмах у кіно. У подружжя було двоє синів — Марек (1942–2025), художник і ілюстратор, та Павел (1945), археолог і кінодокументаліст. Його онука, Катаріна Уте Манн (нар. 1981), також стала художницею та мистецтвознавицею.

## Вибрана фільмографія
- 1947 — Останній етап (Ostatni etap)
- 1948 — Stalowe serca
- 1949 — Dom na pustkowiu
- 1950 — Czarci źleb
- 1951 — Warszawska premiera
- 1951 — Pierwszy start
- 1952 — Młodość Chopina
- 1954 — Przygoda na Mariensztacie
- 1954 — Покоління (Pokolenie)
- 1954 — Celuloza
- 1954 — Pod gwiazdą frygijską
- 1955 — Kariera
- 1955 — Zaczarowany rower
- 1956 — Cień
- 1957 — Людина на колії (Człowiek na torze)
- 1957 — Канал (Kanał)
- 1957 — Wraki
- 1957 — Prawdziwy koniec wielkiej wojny
- 1958 — Deszczowy lipiec
- 1958 — Восьмий день тижня (Ósmy dzień tygodnia)
- 1958 — Попіл і діамант (Popiół i diament)
- 1959 — Awantura o Basie
- 1960 — До побачення до завтра (Do widzenia, do jutra)
- 1960 — Хрестоносці (Krzyżacy)
- 1961 — Matka Joanna od aniołów